# Sergei Pareiko
Sergei Pareiko (Tallinn, 31 gennaio 1977) è un ex calciatore estone, di ruolo portiere.

## Carriera

### Nazionale
Ha esordito con la Nazionale estone il 31 agosto 1996 sostituendo nei minuti finali della partita persa per 1-0 contro la Bielorussia l'infortunato Mart Poom.
Nel luglio del 2002 gioca contro il Kazakistan la sua prima partita da titolare. Pareiko è stato uno dei portieri più rappresentativi della nazionale.

## Palmarès
- Campionato estone: 2

Levadia Tallinn: 1999, 2000
- Campionato polacco: 1

Wisla Cracovia: 2010-2011